# 中野区立緑野小学校
中野区立緑野小学校（なかのくりつ みどりのしょうがっこう）は東京都中野区丸山一丁目に所在する区立小学校。
丸山小学校と沼袋小学校が合併してできた統合新校である。
2011年（平成23年）4月に、同じく統合新校である平和の森小学校と共に開校。

## 概要
区内の少子化のため、区立小学校を統合して新校を作る計画により作られた。
敷地は丸山小学校の跡地に新設、という形になったが、実際は丸山小学校の校舎の一部を改築し新校舎とした。
また、緑野小学校としては下記の日付より以前に授業を実施していた。しかし、新築となった体育館の完成に合わせたため、2011年4月の開校となった。

## 沿革
2011年（平成23年）4月1日 - 開校

## アクセス
- 西武新宿線野方駅より徒歩約10分
- 西武新宿線沼袋駅より徒歩約15分
- 関東バス中03・高10・高60・高63系統野方消防署バス停より徒歩約5分（なお、同名の関東バスK01・K02・高70系統のバス停があるが、この学校へのアクセスには適していない）
- 関東バス・国際興業バス赤31系統中野北郵便局バス停（なお、国際興業バスは中野北郵便局前バス停）より徒歩約5分
- 都営バス王78系統中野北郵便局前バス停より徒歩約5分
- 関東バス高70系統緑野小学校バス停より徒歩約5分（朝1往復のみ）
- 京王バス中92系統江古田四丁目バス停より徒歩約10分

## 周辺
- 中野区立緑野中学校
- 丸山地域安全センター
- 中野区立東山公園
- 中野北郵便局
- 中野丸山郵便局
- 中野江古田病院
- 総合東京病院
- 練馬区立徳殿公園
- 練馬区立豊玉南小学校

## 著名な出身者
- 松本健吾（プロ野球選手）